# Anders Lizelius
Anders (Antti) Lizelius, född 12 oktober 1708 i Tyrvis, död 15 oktober 1795 i Virmo, var en finländsk präst. 
Lizelius var från 1741 kyrkoherde i Pöytis och från 1761 kyrkoherde i Virmo. Han var 1775–1776 utgivare av den första finska tidningen, Suomenkieliset Tieto-Sanomat. Bladet, som utkom i 24 nummer, var en typisk produkt av nyttans tidevarv och inriktade sig främst på allmogens upplysning, men innehöll även allmänbildande stoff och korta nyhetsnotiser. Han förespråkade effektivare jordbruksmetoder och försökte bland annat introducera potatisen som odlingsväxt. Han utgav även två reviderade översättningar av den finska Bibeln.